# Heliophanus creticus
Heliophanus creticus este o specie de păianjeni din genul Heliophanus, familia Salticidae, descrisă de Louis Giltay în anul 1932. Conform Catalogue of Life specia Heliophanus creticus nu are subspecii cunoscute.